# Fagivorina arenaria
Fagivorina arenaria là một loài bướm đêm trong họ Geometridae.

## Hình ảnh

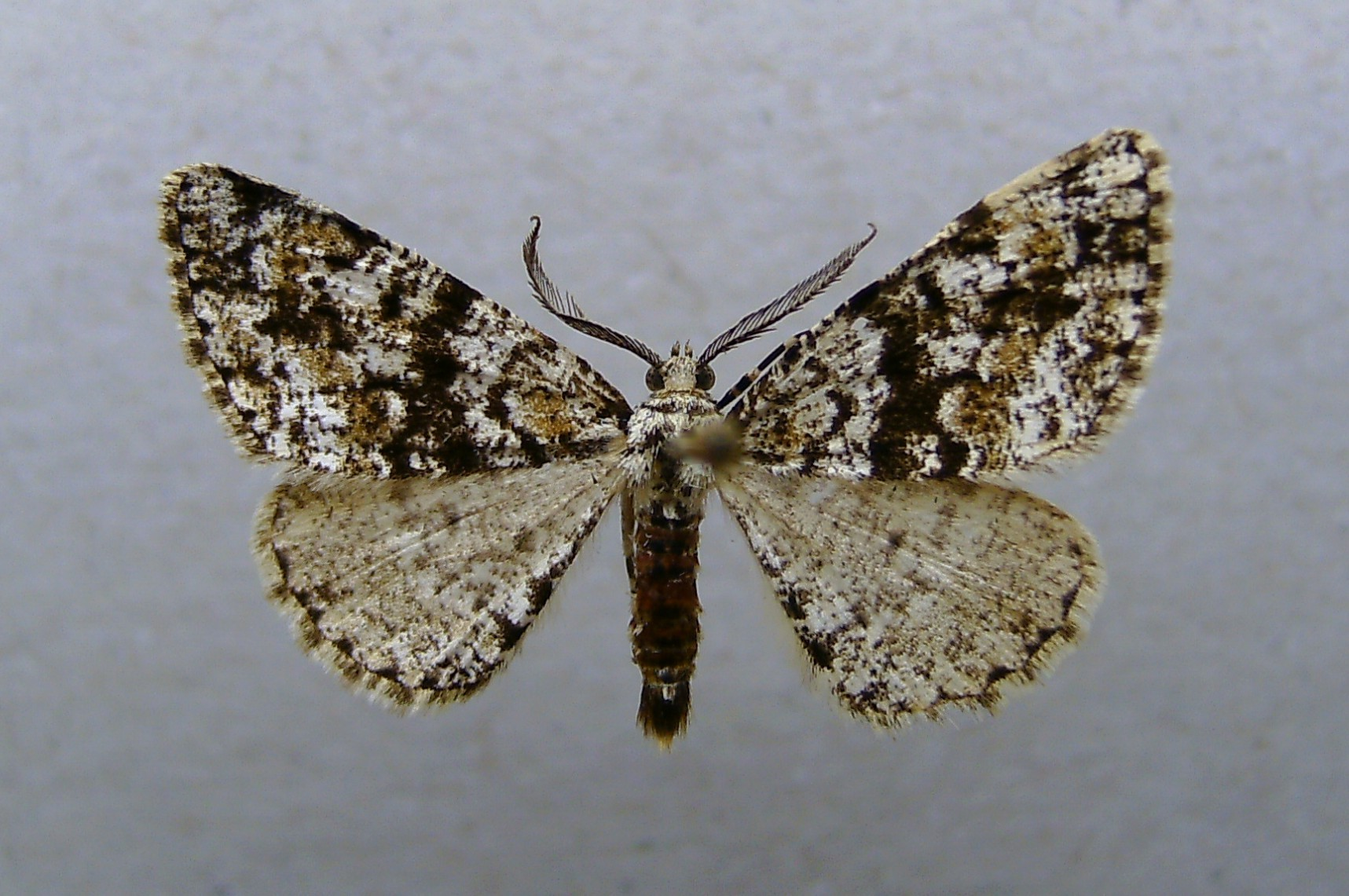
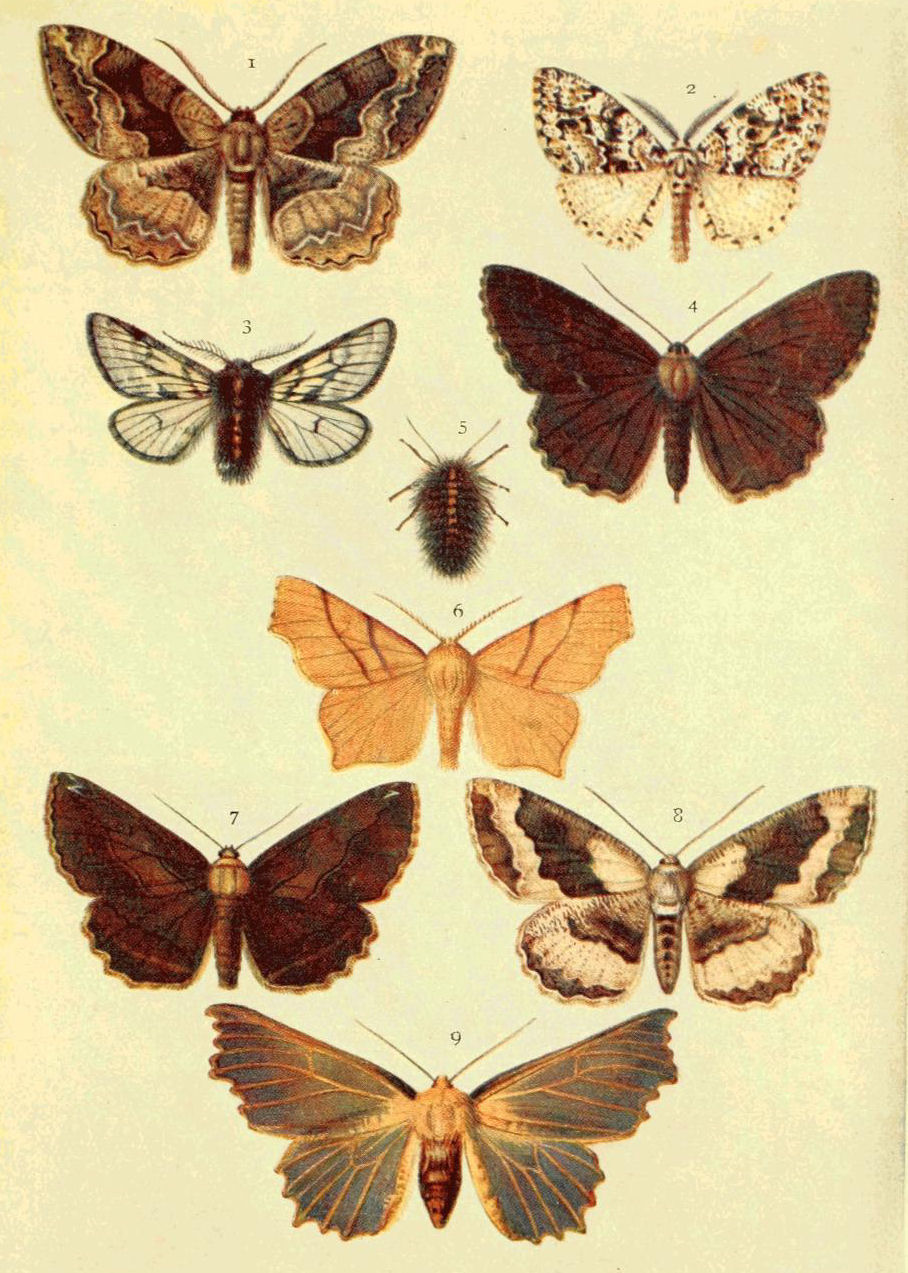